# 兰州大学附属中学
兰州大学附属中学（英語：Lanzhou University High School），简称兰大附中，又名兰州市第三十三中学。是一所位于甘肃省兰州市的省级示范性完全高中。其前身是兰州中山大学附属中学。2012年被甘肃省委、省政府命名为甘肃省文明单位，是全国文明校园。该校曾获得“甘肃省教育系统先进集体”、“甘肃省园丁奖”、“甘肃省师德建设先进集体”、“全国体育传统项目优秀学校”、“甘肃省精神文明建设工作先进单位”等数十项国家、省级表彰奖励。该校于2018年在兰州东部科技新城修建了东城校区。

## 现有社团
- 模拟联合国社团
- 话剧社
- 街舞社
- 电影评论社
- 户外运动社
- 化学实验社
- 兰大附中电视台
- 天文社
- 汉服社
- 机器人社[3]

## 现有多功能教室[3]
- 天文台
- 现代化的理化生数字探究实验室
- 刻录教室
- 地理情景教室
- 生物教学基地
- 历史展室
- 生物标本室
- 古生物化石馆
- 陶艺工作室
- 机器人工作室
- 通用技术教室
- 学生社团活动室